# Filmkreditbank
Die am 1. Juni 1933 gegründete Filmkreditbank GmbH (FKB) diente im nationalsozialistischen Deutschland als Finanzierungsstelle für Filmvorhaben.
Das Problem der Filmfinanzierung war bereits in der Weimarer Republik bekannt und die Einrichtung einer speziellen Filmbank keine Idee der nationalsozialistischen Filmpolitik, sondern der Spitzenorganisation der Filmwirtschaft (SPIO), die die neuen Machthaber nach 1933 nur aufzugreifen brauchten. Die Filmkreditbank vertrat treuhänderisch Banken und andere Kapitalgeber und trug im Gegenzug deren Risiko; der Staat brauchte keine eigenen Mittel zuzuschießen. Im Aufsichtsrat der Filmkreditbank saßen neben staatlichen Funktionären aus Propaganda- und Wirtschaftsministerium hohe Repräsentanten der Filmwirtschaft und der beteiligten Großbanken. Die Filmkreditbank hatte einerseits den Zweck, bei den Vertretern der Filmindustrie Vertrauen und Zustimmung zu erwecken, andererseits garantierte sie den Ausschluss politisch unerwünschter Inhalte und Personen von der finanziellen Förderung. Anfangs schoss die Filmkreditbank bis zu 70 % der Herstellungskosten zu, später kreditierte sie nur noch 30 %.
Vizepräsident der Filmkreditbank war der Pressechef und Staatssekretär im Propagandaministerium und spätere Reichswirtschaftsminister und Reichsbankpräsident Walther Funk.
Nach dem Aufkauf der Ufa  durch den nationalsozialistischen Staat verlor die Filmkreditbank an Bedeutung.